# كاسبر كريستنسن
كاسبر كريستنسن هو لاعب كرة قدم دنماركي، ولد في 27 مارس 1986 في الدنمارك في مملكة الدنمارك. لعب مع نادي لينغبي.

## وصلات خارجية
- كاسبر كريستنسن على موقع قاعدة بيانات كرة القدم.إي يو (الإنجليزية)